# Alfedal ibne Saladino
Alboácem Ali Maleque Alfedal Noradine ibne Saladino[a] (em árabe: أبو الحسن نور الدين "الملك الأفضل" علي بن صلاح الدين; romaniz.: ʾAbū al-Ḥasan Nūr al-Dīn al-Malik al-ʾAfḍal ʾAlī ben Ṣalāḥ al-Dīn), melhor conhecido apenas como Alfedal e chamado Noradino (em latim: Noradinus; 1225) pelos cruzados, foi um dos filhos do sultão Saladino (r. 1174–1193) e o sucessor como emir de Damasco de 1193 até 1196.

## Vida
Alfedal era um dos filhos do sultão Saladino (r. 1174–1193). Foi um dos comandantes aiúbidas na Batalha de Arçufe, quando o seu pai foi derrotado pelo rei Ricardo I (r. 1189–1199) e a Terceira Cruzada. Quando o sultão morreu em 1193, herdou o emirado em Damasco, mas não o resto dos domínios; o Egito foi reivindicado por seu irmão Alaziz (r. 1193–1198), onde era governador, e Alepo por seu outro irmão Azair Gazi (r. 1193–1216). Alfedal convocou todos os emires em Damasco para lhe jurar lealdade (baia), pois, em tese, era chefe da dinastia, mas não pôde exercer nenhum nível de autoridade sobre seus irmãos, e logo se mostrou um governante débil.
Em maio de 1194, Alfedal foi atacado por seu irmão Alaziz em sua capital. O tio de ambos, Adil, marchou da Mesopotâmia Superior e intermediou uma paz. Isso foi quebrado num ano e Alaziz marchou a Damasco, mas foi repelido ao Egito por Alfedal. Em 1196, Adil perdeu a paciência com a incompetência de Alfedal e aliou-se a Alaziz. Adil então anexou Damasco, permitindo que Alfedal se retirasse para a cidade de Salcade, em Haurã. Em novembro de 1198, Alaziz morreu devido a queda de um cavalo enquanto caçava. Temendo a ambição de Adil, os emires do Egito chamaram Alfedal da aposentadoria para ser regente do Egito para o jovem filho de Alaziz. Em 1199, aliou-se a seu irmão Azair, de Alepo, que também era inimigo de Adil, e sitiaram seu tio em Damasco. Adil, habilmente jogou seus sobrinhos um contra o outro e subornou os vassalos de ambos. A chegada de Camil, filho de Adil, a Damasco, com reforços e brigas contínuas entre os sitiantes levou ao fim do cerco em dezembro de 1199.
Alfedal retirou-se para o Egito, mas seu tio o perseguiu e derrotou seu exército em Bilbeis. Fugindo para o Cairo, pediu a paz sob quaisquer termos que pudesse obter de Adil; privado do Egito, a ele foram prometidas as cidades de Samósata e Maiafarquim. Em 17 de fevereiro de 1200, Adil proclamou-se "sultão". A Alfedal foi recusado o controle de Maiafarquim por outro filho de Adil, Alauade Aiube. Alfedal mais uma vez aliou-se a Azair e os irmãos mais uma vez cercaram Damasco. No entanto, novamente houve disputa, com Alfedal posteriormente perdendo a vontade de continuar lutando. Adil confirmou o domínio de Alfedal sobre Samósata, Saruje e várias outras cidades. Azair admitiu a soberania de seu tio na primavera de 1202, e Adil conseguiu exercer sua autoridade sobre todos os domínios aiúbidas. Em 1218, após a morte de Azair, Alfedal interrompeu sua reclusão em Samósata para fazer sua última tentativa de poder. Aliou-se a o sultão de Rum Caicaus I (r. 1211–1220) com a intenção de tomar a cidade de Alepo. Fiel ao acordo, depois de tomar duas cidades, logo brigou com seu aliado e não participou mais dos combates, com Caicaus sendo posteriormente derrotado. Alfedal morreu em 1225.